# Stadio Taïeb Mhiri
Lo stadio Taïeb Mhiri, già noto come stadio Henri Coudrec, è uno stadio di calcio di Sfax, in Tunisia. Sede delle partite casalinghe del Club Sportif Sfaxien, è dotato di 12 600 posti a sedere.
Edificato nel 1938, fu rinnovato in vista della Coppa d'Africa 2004, di cui fu una delle sedi. Inizialmente intitolato al politico francese Henri Coudrec, vice-presidente della municipalità di Sfax, fu poi intitolato a Taïeb Mhiri, politico tunisino e Ministro degli interni della Tunisia dal 1956 alla sua morte, avvenuta nel 1965.

## Incontri della Coppa d'Africa 2004
| Incontro           | Risultato | Fase             |
| ------------------ | --------- | ---------------- |
| Zimbabwe - Egitto  | 1-2       | Gruppo C         |
| Camerun - Zimbabwe | 5-3       | Gruppo C         |
| Sudafrica - Benin  | 2-0       | Gruppo D         |
| Marocco - Benin    | 4-0       | Gruppo D         |
| Nigeria - Benin    | 2-1       | Gruppo D         |
| Marocco - Algeria  | 3-1 dts   | Quarti di finale |